# André Chauvat
André Chauvat, né le 21 mars 1918 à Argenton-sur-Creuse et décédé le 22 février 1988 à Dax, est un Résistant déporté français de la Seconde Guerre mondiale.

## Biographie
André Chauvat, apprenti menuisier, adhère au Parti communiste en 1935, à 17 ans puis devient secrétaire de la cellule d'Argenton-sur-Creuse.

### La Résistance
Revenu dans sa ville natale le 1er mai 1941 après sa libération des obligations militaires, André Chauvat y constitue un noyau d'amis sûrs, de toutes tendances opposés aux occupants allemands. André Reviron a donné du Résistant un portrait qui souligne ses qualités de solidité et de dynamisme et sa capacité d'entrainement. André Chauvat sera l'âme de ce noyau. À Cluis, il succède à Georges Pirot à la tête  d'un groupe qui édite des tracts, diffuse des journaux clandestins, récupère des cartes d'alimentation et collecte des fonds pour les Résistants internés ou cachés et leurs familles en difficulté.
En mai 1942, il rencontre Auguste Chantraine qui lui fournit des explosifs. Il s'initie à leur maniement, prend des risques en en transportant des quantités importantes sur de longues distances, les cache et les distribue à des Résistants qu'il forme sommairement à leur utilisation. Il réalise le premier sabotage effectué dans l'Indre en faisant sauter le 10 octobre 1942 à Orsennes trois pylônes d'une ligne à haute tension partant du barrage d'Éguzon, en synchronisation avec Auguste Chantraine qui en fait autant au même moment à La Lienne. Il reçoit l'ordre de faire sauter un train de marchandises dans le tunnel de Chabenet, opération longue à préparer que son arrestation ne lui permetItra pas de mener à terme.
Le 8 novembre 1942, le général Laure, secrétaire général de la Légion française des combattants, vient à Argenton inaugurer la place "Maréchal Pétain". André Chauvat a prévu de faire sauter l'estrade avant les discours, mais la nouvelle du débarquement allié en Afrique du Nord, qui a commencé dans la nuit, vient perturber la cérémonie et les discours ne sont pas prononcés. Dans la nuit du 21 novembre 1942, André Chauvat fait exploser deux charges à Argenton, au commissariat de police et au bureau de la Légion française des combattants.

### Arrestation et déportation
Ces sabotages provoquent la colère des autorités vichystes. La police judiciaire de Limoges est chargée de l'enquête et arrête André Chauvat le 26 novembre 1942 sur son lieu de travail à Châteauroux, pour sabotages, attentats par explosifs à Argenton. Le Résistant est interrogé pendant dix jours au commissariat de police de Châteauroux et torturé. Le 5 novembre, il est emprisonné à la maison d'arrêt de Châteauroux où il subit des interrogatoires pendant un an. Deux tentatives d'évasion sont organisées par la Résistance. La première, à l'hôpital, ne peut être menée à son terme. La seconde, à la prison, préparée minutieusement par les MUR sous la direction de Robert Monestier, a lieu dans la nuit du 24 décembre 1943 mais deux évènements imprévus entrainent la neutralisation d'André Chauvat et l'échec de la tentative.
Le résistant est transféré à la prison de Limoges et condamné le 27 mars 1944 par la Section spéciale de Limoges aux travaux forcés à perpétuité. Il est conduit le 31 mars au centre de détention d'Eysses dans le Lot-et-Garonne. Livré le 30 mai aux Allemands, il est envoyé au camp de Compiègne. De là, il est déporté au camp de concentration de Dachau (matricule 73256), en même temps qu'Auguste Chantraine. Il peut survivre, au contraire de ce dernier. Libéré le 29 avril 1945 par l'armée américaine, il arrive le 20 mai au centre d'accueil des déportés à l'hôtel Lutetia à Paris et rentre à Argenton, six mois après la libération de la ville, où il est accueilli à la gare, portant sa tenue rayée de déporté. Des sept déportés après l'évasion manquée de la prison de Châteauroux, seuls trois sont revenus.
Après la guerre, André Chauvat reprend sa vie militante et épouse Paulette Jallet, fille du Résistant Robert Jallet, chef des MUR de l'Indre. Il décède à l'âge de 69 ans et repose à Argenton-sur-Creuse.

## Récits
André Chauvat a laissé cinq récits de son action dans la Résistance :
- Dans l'ouvrage de Georgette Guéguen-Dreyfus, deux chapitres : "Les premiers saboteurs", p. 78-80 ; "La veille de Noël 1943, l'évasion manquée de la prison de Châteauroux", p. 138-142
- Dans la Marseillaise du Berry, trois articles rédigés avec Jules Plicaud, son compagnon à Dachau : "Un groupe à la naissance de la Résistance", 18 mars 1970 ; "Alors, c'est comme avant ?", 20 mars 1970 ; "De la prison de Châteauroux à Dachau", 23 mars 1970.

## Sources
- Pierre Brunaud, Argenton-sur-Creuse dans la guerre, 1939-1945, Saint-Cyr-sur-Loire, Alan Sutton, 2008, 224 p. (ISBN 978-2-84910-711-9), un portrait d'André Chauvat p. 98ouvrage de référence sur la période
- André Reviron, Argenton, 1939-1945 dactylographié, consultable au Cercle d'histoire d'Argenton-sur-Creuse
- Georges Pirot, Mémoires d'un petit paysan berrichon du Boischaut-Sud de l'Indre, Châteauroux, SENI, 1981, 205 p., note 39 de Jean-Louis Laubry sur André Chauvat
- Georgette Guéguen-Dreyfus (préf. Roland Despains et M. Rousselet), Résistance Indre et vallée du Cher, témoignages de résistance, Paris, Éditions Sociales, 1970, 320 p. (ISBN 2-904312-03-X).
- Dossier André Chauvat au Service historique de la Défense (SHD), fort de Vincennes
- Jean Paul Gires, « Un des premiers Résistants argentonnais, André Chauvat », Argenton et son histoire, no 30,‎ novembre 2013, p. 32-34 (ISSN 0983-1657).
- Daniel Paquet, Ma Résistance, "André Chauvat", p. 42, "Arrestation d'André Chauvat", p. 44-45, Éditions Points d'Æncrage et Cercle d'Histoire d'Argenton, 215 p., mai 2006  (ISBN 2-911853-23-7).